# Penelope Lively
Dame Penelope Margaret Lively DBE (született: Low; 1933. március 17.) brit gyermek- és felnőtteknek szóló szépirodalmi művek írója. Elnyerte a Booker-díjat (Moon Tiger, 1987) és a brit gyermekkönyvekért járó Carnegie-érmet (The Ghost of Thomas Kempe, 1973).

## Gyermekirodalom
Lively először gyermekirodalommal ért el sikert. Első könyve, az Astercote 1970-ben jelent meg a Heinemann kiadónál. Ez egy „low fantasy” regény, amely egy cotswoldsi faluban és a pestis által kiirtott középkori falu szomszédos erdős helyén játszódik.
Több mint húsz gyermekkönyvet publikált, különösen a The Ghost of Thomas Kempe és a A Stitch in Time című művei váltak ismertté. Az előbbiért 1973-ban elnyerte a Könyvtári Szövetség Carnegie-érmét, amellyel az év legjobb brit témájú gyermekkönyvét ismerték el. Az utóbbiért 1976-ban a Whitbread Gyermekkönyv-díjat kapta. A három regényben nagyjából 600, 300 és 100 évvel ezelőtti helytörténet szerepel, oly módon, hogy megközelíti az időutazást, de nem utal a múltba való utazásra.

## Felnőtt művek
Lively első felnőtteknek szóló regénye, a The Road to Lichfield 1977-ben jelent meg, és bekerült a Booker-díj jelöltjei közé.  Ezt a bravúrt 1984-ben megismételte az According to Mark című regényével, majd 1987-ben a Moon Tiger című művével nyerte el a díjat, amely egy nő viharos életét meséli el, miközben haldoklik a kórházi ágyban. Mint Lively minden regényében, a Holdtigrisben is nagy figyelmet szentel az emlékezet erejének, a múltnak a jelenre gyakorolt hatásának, valamint a „hivatalos” és a személyes történetek közötti feszültségeknek.
Ugyanezeket a témákat kifejezettebben vizsgálta nem-fikciós műveiben, többek között az A House Unlocked (2001) és az Oleander, Jacaranda: A Childhood Perceived (1994), egyiptomi gyermekkorának emlékirata. Legutóbbi non-fiction művében Ammonites & Leaping Fish: A Life in Time, (utóbb Dancing Fish and Ammonites: A Memoir néven) címmel 2013-ban jelent meg.
A regények és novellák mellett Lively rádió- és televíziós forgatókönyveket is írt, rádióműsort vezetett, valamint kritikákat és cikkeket írt különböző újságoknak és folyóiratoknak.

## Magánélete
Lively 1957-ben feleségül ment Jack Lively akadémikushoz és politikai teoretikushoz. Egy fiuk és egy lányuk született. Férje 1998-ban halt meg. Jelenleg Londonban él. Házában festmények, fametszetek és egyiptomi cserépedények találhatók.
Az újságíró Valentine Low Lively féltestvére.

## Kitüntetések
Lively a Royal Society of Literature tagja. Emellett a British Library Baráti Körének alelnöke. 1989-ben a Brit Birodalom Rendjének tisztjévé (OBE), 2001-ben a Brit Birodalom Rendjének parancsnokává (CBE), majd a 2012-es újévi kitüntetéseken a Brit Birodalom Rendjének parancsnokává (Dame Commander of the Order of the British Empire, DBE) nevezték ki az irodalomért tett szolgálataiért.
Lively egyszer már szerepelt a Booker-díj jelöltjei között: 1977-ben első regényéért, a The Road to Lichfield-ért, majd 1984-ben az According to Mark-ért. A Moon Tiger című regényéért 1987-ben elnyerte a Booker-díjat.

## Könyvei

### Szépirodalom gyerekeknek
- Astercote (1970)
- The Whispering Knights (1971)
- The Wild Hunt of Hagworthy (1971)
- The Driftway (1972)
- The Ghost of Thomas Kempe (1973) – Carnegie Medal
- The House in Norham Gardens (1974)
- Going Back (1975)
- Boy Without a Name (1975)
- A Stitch in Time (1976) – 1976 Whitbread Awards

### Szépirodalom felnőtteknek
- The Road to Lichfield (1977) – Booker Prize finalist
- Nothing Missing but the Samovar, and other stories (1978), collection – Southern Arts Literature Prize
- Treasures of Time (1979) – Arts Council National Book Award
- Judgment Day (1980)
- Next to Nature, Art (1982)
- Perfect Happiness (1983)
- Corruption, and other stories (1984), collection
- According to Mark (1984) – Booker Prize finalist
- Pack of Cards, collected short stories 1978–1986 (1986), collection
- Moon Tiger (1987) – Booker Prize; Whitbread finalist
- Passing On (1989)
- City of the Mind (1991)
- Cleopatra's Sister (1993)
- Heat Wave (1996)
- Beyond the Blue Mountains (1997), collection (U.S. title: The Five Thousand and One Nights)[19]
- Spiderweb (1998)
- The Photograph (2003)
- Making it up (2005)
- Consequences (2007)
- Family Album (2009) – Costa finalist
- How It All Began (2011)
- The Purple Swamp Hen and Other stories (2017)
- Metamorphosis (2021), collection

### Tényirodalom
- The Presence of the Past: An introduction to landscape history (1976)
- Oleander, Jacaranda: a Childhood Perceived (1994), autobiographical
- A House Unlocked (2001), autobiographical
- Ammonites and Leaping Fish (2013), memoir[20] (subsequently Dancing Fish and Ammonites: A Memoir)
- Life in the Garden (2018), memoir

### Magyarul megjelent
- Fénykép (The Photograph) – Geopen, Budapest, 2005 · ISBN 9639574384 · Fordította: Dezsényi Katalin

## Fordítás
- Ez a szócikk részben vagy egészben  a   Penelope Lively című angol Wikipédia-szócikk fordításán alapul.  Az eredeti cikk szerkesztőit annak laptörténete sorolja fel. Ez a jelzés csupán a megfogalmazás eredetét és a szerzői jogokat jelzi, nem szolgál a cikkben szereplő információk forrásmegjelöléseként.